# Много вике ни око чега (филм из 1993)
Много вике ни око чега (енгл. Much Ado About Nothing) је филм из 1993. који је базиран на комедији Вилијама Шекспира. Режисер филма је Кенет Брана, док главне улоге играју Роберт Шон Ленард, Ема Томпсон, Кенет Брана, Мајкл Китон, Кијану Ривс и Дензел Вошингтон. 

## Радња
Млади пар - Херој и Клаудио - требало би да се венчају за недељу дана. Време пролази, а они се кладе са Дон Педром да ће убеђеног нежењу Бенедикта довести до заједљиве препирке са Беатриче, његовом старом познаницом. У међувремену, зликовац Дон Џон жели да узнемири Клаудијево венчање, оптужујући Херојку за неверство. И чини се, до истине се више не може доћи, али, на срећу, све је ово само бука ... бука ни око чега.

## Улоге
| Глумац            | Улога               |
| ----------------- | ------------------- |
| Дензел Вошингтон  | Дон Педро арагонски |
| Роберт Шон Ленард | Клаудио             |
| Кејт Бекинсејл    | Херој               |
| Ема Томпсон       | Беатрис             |
| Кенет Брана       | Бенедик             |
| Кијану Ривс       | Дон Џон             |
| Ричард Брирс      | Гувернер Леонато    |
| Мајкл Китон       | Догбери             |
| Брајан Блесед     | Антонио             |
| Имелда Стонтон    | Маргарет            |
| Бен Елтон         | Верџис              |

## Зарада
- Зарада у САД - 22.549.338 $